# Stefan Jakubowski (1933–2020)
Stefan Jakubowski (ur. 7 listopada 1933 w Andrychowie, zm. 23 stycznia 2020 w Wadowicach) – działacz PTTK, inicjator budowy i opiekun kaplicy górskiej na Groniu Jana Pawła II w Beskidzie Małym, wieloletni radny Rady Powiatu w Wadowicach, represjonowany w czasach stalinowskich.

## Życiorys
Stefan Jakubowski urodził się w 1933 r. Był synem przedwojennego żołnierza. W latach 50. wziął udział w manifestacji z okazji święta 3 Maja. Był wówczas poborowym. Za karę przez ponad 2 lata pracował w kopalni w Brzeszczach, potem w kopalni „Stalin” w Sosnowcu i „Bolesław Śmiały” w Łaziskach Górnych. W latach 90. został członkiem Związku Represjonowanych Politycznie Żołnierzy-Górników.
Przez znaczną część życia dbał o zachowanie pamięci o Janie Pawle II, miłośniku gór i pieszej turystyki. Wraz z nieżyjącą już żoną Danutą, jeszcze w latach 80. postanowili upamiętnić górskie miejsca związane z obecnością Karola Wojtyły.

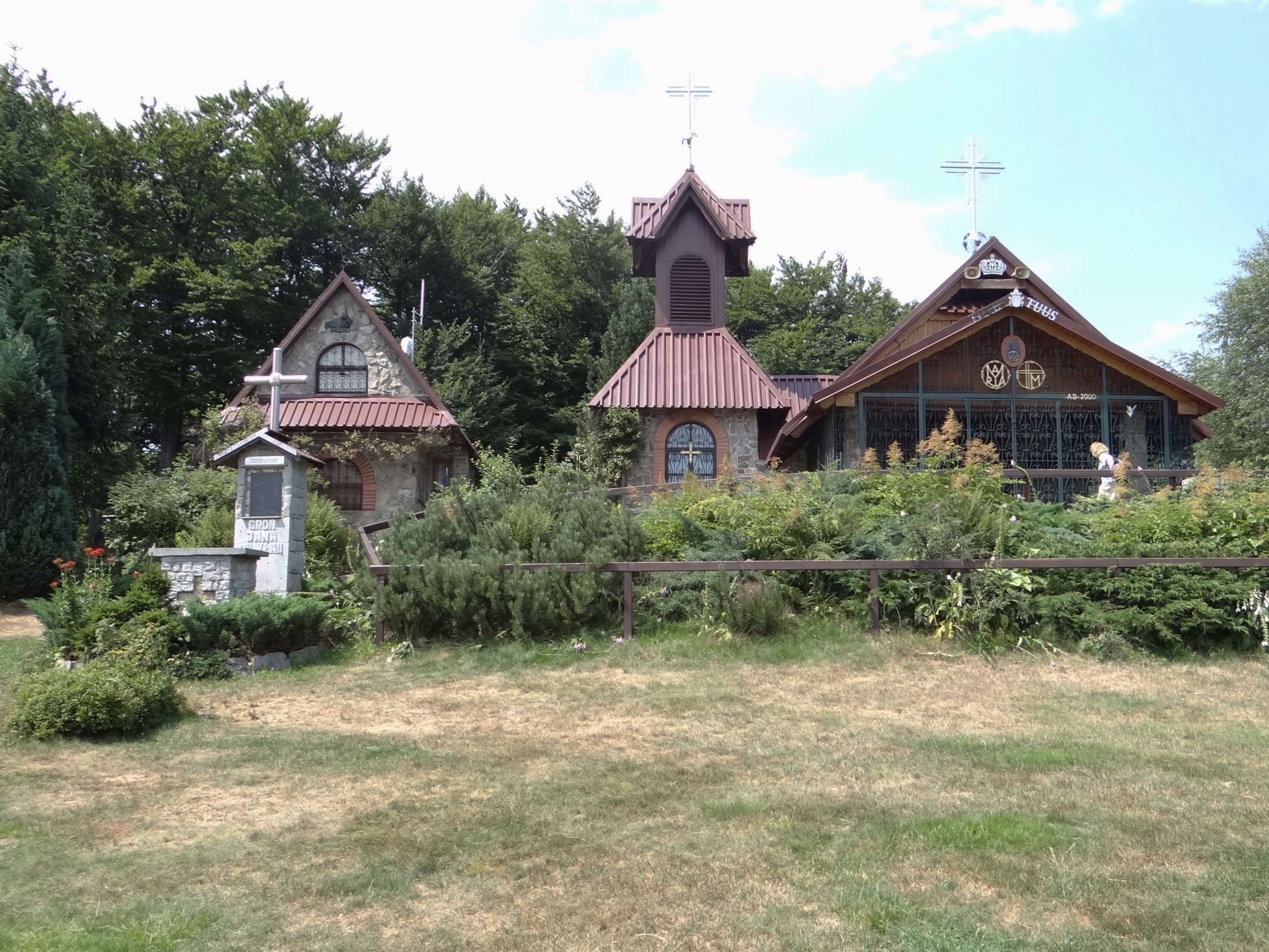
Kaplica na Groniu wybudowana staraniem Stefana Jakubowskiego

Najpierw na polanie na Groniu zaczął budowę krzyża Ludziom Gór, przy którym coraz więcej osób gromadziło się na modlitwie. Przychodzili też księża, więc sprawowane były polowe msze święte. Z praktycznych względów coraz bardziej potrzebna była kaplica, aby nie trzeba było wszystkiego za każdym razem przynosić na górę. Pierwszy projekt miał bardzo symboliczną wymowę: kaplica o wymiarach 5 na 13 metrów była wotum za ocalenie życia Jana Pawła II z zamachu, który miał miejsce 13 maja. Ale potem ta symbolika trochę się zatarła, bo pan Stefan nieustannie coś do pierwotnej kaplicy dobudowywał. Obok stanął też drugi budynek: zakrystia. Całość stanęła w 1995 r. jako dar na 75. urodziny Jana Pawła II. Na ołtarzu państwo Jakubowscy umieścili słowa, które często przychodziły im na myśl podczas górskich wędrówek: Jest nas troje: Bóg, góry i ja.
Z jego inicjatywy wytyczony został „Szlak białych serc” wiodący do schroniska PTTK na Leskowcu od strony Rzyk, a także nazwa szczytu Magura w 1994 r. została oficjalnie zastąpiona nazwą Groń Jana Pawła II. Aktywny działacz w Rodzinnym Kole PTTK Szarotka.
W 2006 roku został uhonorowany tytułem „Zasłużony dla Powiatu Wadowickiego”, a rok później został laureatem nagrody „Amicus Hominum”.